# Смитланд (Кентаки)
Смитланд (енгл. Smithland) град је у америчкој савезној држави Кентаки.

## Демографија
По попису из 2010. године број становника је 301, што је 100 (-24,9%) становника мање него 2000. године.
| Група             | 2000.       | 2010.       |
| Белци             | 396 (98,8%) | 297 (98,7%) |
| Афроамериканци    | 1 (0,2%)    | 0 (0,0%)    |
| Азијати           | 0 (0,0%)    | 0 (0,0%)    |
| Хиспаноамериканци | 3 (0,7%)    | 1 (0,3%)    |
| Укупно            | 401         | 301         |